# 3740 Менге
3740 Менге (енгл. 3740 Menge) је астероид главног астероидног појаса са средњом удаљеношћу од Сунца која износи 2,462 астрономских јединица (АЈ).
Апсолутна магнитуда астероида је 13,9.